# Ufuk Arslan
Ufuk Arslan (* 19. Oktober 1987 in Manisa) ist ein türkischer Fußballspieler, der aktuell für Bandırmaspor tätig ist.

## Karriere

### Verein
Ufuk Arslan begann mit dem Vereinsfußball in der Jugend von Karşıyaka SK. Hier erhielt er im Winter 2003 einen Profivertrag und wurde Teil des Profikaders. Über etwa dreieinhalb Jahre spielte er aber regelmäßig als Erganzungs- bzw. Stammspieler. Zum Sommer 2007 wechselte er zum Erstligisten Gençlerbirliği Ankara, wurde hier aber nach dem Saisonvorbereitungscamp an die Zweitmannschaft Hacettepe SK ausgeliehen. 
Nach Ablauf seines Vertrages zum Sommer 2010 verließ er die Hauptstädter und wechselte zum Zweitligisten Adana Demirspor. Hier spielte er bis zur Rückrunde der Spielzeit 2011/12 und ging dann zum Ligakonkurrenten Eyüpspor.
Zum Sommer 2012 kehrte er dann zu Karşıyaka SK zurück und wechselte, nachdem er hier eine Halbzeit tätig war, zum Drittligisten Bandırmaspor.

### Nationalmannschaft
Arslan durchlief von der türkischen U-16- bis zur U-19-Nationalmannschaft alle Altersstufen.